# Краснов, Михаил Петрович
Михаи́л Петро́вич Красно́в (2 ноября 1918, Царевококшайск — 10 августа 1998, Санкт-Петербург) — советский флейтист, заслуженный артист РСФСР (1972).

## Биография
В 1936 году Михаил Краснов окончил музыкальное училище в Йошкар-Оле. С 1937 по 1939 год он учился у Владимира Цыбина в Московской консерватории. В 1939 году Краснов переехал в Ленинград. В 1947 году он стал солистом академического симфонического оркестра Ленинградской филармонии. Одновременно с работой в Ленинградской филармонии продолжал прерванное обучение в Ленинградской консерватории, и окончил её в 1949 году по классу Бориса Тризно. В 1972 году Михаилу Краснову было присвоено почётное звание заслуженный артист РСФСР.
Похоронен на Смоленском православном кладбище Санкт-Петербурга.